# Athene Seyler
Athene Seyler CBE, född 31 maj 1889 i London Borough of Hackney, död 12 september 1990 i Hammersmith, London, var en brittisk skådespelerska.

## Rollista i urval
- 1935 – Scrooge
- 1938 – Citadellet
- 1947 – Nicholas Nickleby
- 1952 – Pickwickklubben
- 1953 – Ryttaren i röda kappan
- 1956 – Kvinna i dödscell
- 1958 – I giljotinens skugga
- 1958 – Värdshuset Sjätte Lyckan
- 1960 – Pälsligan
- 1960 – Vår franska fröken
- 1961 – Mannen från Assisi
- 1962 – En läkares misstag
- 1962 – Satan sover aldrig
- 1963 – Nurse on Wheels